# Nāmrup
Nāmrup är en ort i Indien.   Den ligger i distriktet Dibrugarh och delstaten Assam, i den östra delen av landet, 1 800 km öster om huvudstaden New Delhi. Nāmrup ligger 123 meter över havet och antalet invånare är 18 432.
Terrängen runt Nāmrup är platt åt nordväst, men åt sydost är den kuperad. Runt Nāmrup är det tätbefolkat, med 411 invånare per kvadratkilometer. Närmaste större samhälle är Duliāgaon, 19,8 km norr om Nāmrup. I omgivningarna runt Nāmrup växer huvudsakligen savannskog.